# 魔法戦士エリクシルナイツ
『魔法戦士エリクシルナイツ』（まほうせんエリクシルナイツ）は、Triangleより2007年9月28日に発売された18禁陵辱アドベンチャーゲームで、『魔法戦士シリーズ』の第5作目である。Triangleが発売したAVGの中でも人気作品となった『魔法戦士スイートナイツ』の続編であり、前作の『魔法戦士シンフォニックナイツ』のストーリーと時間軸を共有しているのが特徴。ゲームシステムも、これまで通りのシステムを継承している。
また、ストーリー内に出てくるキャラクターや世界の設定は、同じTriangleの作品『光臨天使エンシェル・レナ』と共有し、同じ世界観なのも特徴である。

## ストーリー
前作を舞台に魔法戦士シンフォニックナイツがファルケと激闘を繰り広げているその頃。別の場所にてある異変が起こっていた。
異世界「パレキシア」の「アザハイド帝国」と呼ばれる国の軍に所属する魔導士シルヴァ・ラドクリフは、『メッツァー・ハインケル』と名乗る男から、魔力を帯び始めた地上世界（ゲームの舞台）の存在を聞かされる。
シルヴァの駆使する魔法である『メタモライズ』は、それに抵抗できる技術のあるパレキシアでは無力同然であった。が、まだ魔法の持ち始めたばかりである地上世界でなら、最大限にまで発揮できるのではないかと確信したシルヴァは、急遽軍を脱走して地上世界に現れる。
早速、地上征服の為の行動開始といくシルヴァであったが、思いもよらぬ誤算が生じてしまう。シルヴァの行動を阻止しようとした正義感の強い少女、立花亜梨子（たちばな ありす）が、シルヴァの所有するメタモライズの才覚を持つ者に変身能力を与えるブレスレットと共鳴し、魔法戦士「エリクシルナイツ」に変身してしまったのである。目の前にいる亜梨子こそがなんとメッツァーの話していた「魔法戦士」であった事に驚愕するシルヴァ。亜梨子も突如魔法戦士の力を持ってしまった事に戸惑うが、シルヴァの野望を食い止めるべく、シルヴァの前に立ちはだかる。
エリクシルナイツの力に強い興味を持ったシルヴァは、エリクシルナイツを従属させようと、様々な陰謀を張り巡らす。

## 登場人物

### シルヴァ関連
シルヴァ・ラドクリフ
本作の主人公。
元々は、異世界「ロア」とは異なる別の異世界「パレキシア」の「アザハイド帝国」に所属していた魔導士で、当時は幻影錬金術師と呼ばれていた。
自信家で大胆不敵な性格をしているが、自分の過ちをあっさりと認めてしまう意外に素直な面もある。メッツァー・ハインケルの意図によって、新皇帝であるピエナ・パレルモ・イーザーヘルゲンの秘密を知ってしまった事で反逆の容疑を掛けられ、護送されていた所で軍を脱走。魔力を帯び始めた地上に興味を持って現れ、地上征服を目論むが、たまたま亜梨子がそこに居合わせた事で、彼女を魔法戦士に変身させてしまう。
知識欲旺盛で、地上では嵐堂司狼（らんどう しろう）の名で、亜梨子達の通っている次世代総合研究学園「ネクスト」に生徒として潜入している。しかし、亜梨子にだけは正体がばれており、「学園では誰も傷つけない」という約束をしてしまっている。生い立ちによるものなのかそれとも後天的なものなのか言動や行動にはファルケやメッツァーと比較するとやや幼い（それゆえに他の二人よりも潔いところがあるとも言えるが）部分が目立ち、ちょっとした悪口でもムキに反応する事が多い。
フィエナ
声 - 川崎ハレ
シルヴァ付きのメイドで、いつも不機嫌な顔をしている。元暗殺者であり、かつてシルヴァの命を狙っていたが、メタモライズの指輪によってメイドとして従属させられている。それでもシルヴァの暗殺を諦めてはおらず、シルヴァもまたそれを覚悟している。が、内心ではシルヴァに対し何か思う所があるようであり、あるルートでは亜梨子によって自らを束縛していたメタモライズの指輪を破壊されてしまうが、自らの意思でシルヴァに従い続ける事を決意している。所謂ツンデレ。
シルヴァと共に、次世代総合研究学園「ネクスト」に生徒として潜入しており、学園では嵐堂フィエナとしてシルヴァの妹で通している。

### エリクシルナイツ
立花亜梨子（たちばな ありす） / エリクシルライム
声 - 未来羽
本作のメインヒロイン。「初代魔法戦士シリーズ」における地上の人間で7番目に魔法戦士になった少女。
学園都市「アマギス」に存在する次世代総合研究学園「ネクスト」に推薦入学しており、勉強は出来るがやや天然ボケである。たまたま変容魔法を使用しようとしているシルヴァと居合わせてしまい、その件をきっかけにメタモライズ能力を開花させ、魔法戦士エリクシルライムへの変身応力を得て、シルヴァの野望に立ち向かう事になる。
学友である嵐堂がシルヴァである事を知っている。また、彼に学校にいる時には誰も傷つけないで欲しいという約束をし、結果的にシルヴァとは複雑な敵対関係になり、亜梨子もまたシルヴァに複雑な感情を抱いている。
鏡島樹（かがしま いつき） / エリクシルローズ
声 - 愛媛みかん
「初代魔法戦士シリーズ」における地上の人間で8番目に魔法戦士になった少女。
次世代総合研究学園「ネクスト」に所属する女子学生の一人で、トップクラスの成績を誇る才女。普段の物腰はやわらかいが、己の正しいと思ったことは、たとえ意見がぶつかり合っても押し通す激しさも持っている。
元々は、偶然シルヴァとエリクシルライムの戦いを見て、ライムに憧れを抱き、再びシルヴァと相まみえた際にメタモライズ能力を開放させ、エリクシルローズへの変身能力を得る。以降、学友であった亜梨子とも同じ魔法戦士同士として良きパートナー関係になる。
亜梨子と異なり、当初は嵐堂の正体がシルヴァである事に気付いておらず、彼に相談を持ちかける事がある。

### アザハイド帝国
かつて、シルヴァが所属していた巨大軍事国家。現在は、パレキシアの世界制覇を目指し、王国に向けて進軍を行っている。
ピエナ・パレルモ・イーザーヘルゲン
シルヴァとリリクスの会話内で出てきたアザハイド帝国の現皇帝。直接は登場しない。パレキシアの王国との戦いで戦死したアザハイド帝国第一皇子ヴィオルデの息女として、前皇帝バドリエルの死後、新皇帝として電撃的即位を果たしている。しかし、正妻であるパメラとの間ではなく妾に産ませた娘である説や、諜報機関ディミトレイに特殊訓練を受け実際任務にも就いていた説等から、その出自にはアザハイド帝国の上層部で様々な疑問が出ている。シルヴァもまた、メッツァーの意図でピエナの出自に関する話を聞いてしまった結果、反逆の罪を問われる事になった。
地上の国際企業である「インペリオ」と裏取引を行う事で、エンシェリウム・カードやそのプロダクツの効果を大幅に減少させる新型魔力装置の開発に成功。パレキシア王国の魔法戦士部隊を壊滅的危機に追い込んでいる。
リリクス
現皇帝であるピエナ・パレルモ・イーザーヘルゲンの命令で動く『マテリオネット』と呼ばれる人造生命体の少女。ピエナの出自の秘密を知り、軍を脱走したシルヴァを追って地上に現れた。アザハイド帝国の現皇帝ピエナの側近を勤め、特務機関であるディミトレイにも所属しており、最大限の独断行動が許されている。
ディネロ・イーザーヘルゲン
シルヴァとリリクスの会話内で出てきたアザハイド帝国の第三皇子。直接は登場しない。独断で地上への侵攻を行い、エンシェリアンであるエンシェル・レナとの戦いで死亡している。
ヴィオルデ・イーザーヘルゲン
シルヴァとリリクスの会話内で出てきたアザハイド帝国の第一皇子。直接は登場しない。現皇帝であるピエナの父親にあたる存在で、正室ではなく愛妾との間にピエナが生まれている。ディネロの死後、アザハイド帝国と対立している王国側との戦いの最中で戦死している。
リシャルデ・イーザーヘルゲン
シルヴァとリリクスの会話内で出てきたアザハイド帝国の第二皇子。前皇帝の息子では唯一存命しており、現在はピエナの即位に対し、大人しくしている模様。
バドリエル・イーザーヘルゲン
シルヴァとリリクスの会話内で出てきたアザハイド帝国の前皇帝。既に高齢で健康にも問題があった様で、第三皇子のディネロや第一皇子のヴィオルデの死後、頓死。一説には暗殺されたとも言われている。
パメラ・イーザーヘルゲン
シルヴァとリリクスの会話内で出てきたアザハイド帝国の第一皇子妃であり、ヴィオルデの正妻。自分とヴィオルデの間に子供はいないと主張し、義理の娘であるピエナの即位を認めていなかったが、ヴィオルデの死が原因で既に精神を病んでいたらしく、それによって公的効力が無かった為に結果が覆ることはなかった。

### その他
メッツァー・ハインケル
『魔法戦士スイートナイツシリーズ』の主人公で、劇中に直接の登場はしない。
かつて地上にて様々な混乱をもたらした、異世界ロアからやって来た男で、現在は異世界ロアの半分近くを掌中に収め、闇の勢力を率いてクイーンティアナ率いる光の勢力と壮絶な対立を繰り広げている。「銀髪の魔王」という異名を持ち、ロアのみならず、地上やパレキシア王国、アザハイド帝国にもその名は知れ渡っているのと同時に恐れられており、またディラックやサキュバスを始めとする強力な上魔を従えさせている為に、アザハイド帝国の特務機関であるディミトレイですら、彼には容易に近づくことが出来ないでいる。
シルヴァがアザハイド帝国の現皇帝であるピエナ・パレルモ・イーザーヘルゲンの出生の秘密を知るように仕向け、機密保持の為に反逆罪をかけられた彼が地上に逃れるよう暗躍を行っていた。
ファルケ / 雨塚鷹介（あまつか ようすけ）
『魔法戦士シンフォニックナイツ』の主人公。
メッツァー・ハインケルの促しを受けて、世界征服の野望に目覚めた男。元はインペリオと呼ばれる国際的大企業の研究者であった。現在はミネルヴァ・ガードとインペリオの両方を掌握し、エクセリウムそのものの掌握も時間の問題となっている。
百合瀬莉々奈（ゆりせ りりな） / シンフォニックリリー
百合瀬財閥の現当主で、ミネルヴァ・ガードの総帥でもある少女。自らも魔法戦士シンフォニックリリーとして戦っていたが、ファルケの陵辱によって自らが魔法戦士として戦う自信を失くし、奈々芭達を裏切って、ファルケの片腕になっている。
甘樹菜々芭（あまぎ ななは） / シンフォニックシュガー
ミネルヴァ・ガードの技術者である少女。自らも魔法戦士シンフォニックシュガーとなって戦う。莉々奈の事を強く慕っている。現在は『白薔薇』と呼ばれる対ファルケ組織のメンバーとなっている。
霧沢瑠々香（きりさわ るるか）
本名ルルカ・キュービアック。異世界パレキシア王国の王国魔導開発院に所属していた理論魔導士であり、地上の魔力開発の誘導が本当の目的であったが、莉々奈達の情熱に触れた事でミネルヴァ・ガードのブレーンとなった。現在は対ファルケ組織である『白薔薇』の司令官となっている。
朋衛玲奈（ともえ れな） / エンシェル・レナ
エンシェリウムカードと呼ばれるカードの力を扱う魔法戦士、エンシェル・レナに変身して戦う地上人の少女。アザハイド帝国に捕虜として捕らわれた王国魔導開発院局長のステラ・イクシータの役目を代行できる人物として、ルルカ・キュービアックに協力を求めるべく地上に帰還する。

## スタッフ
- 原画 - 斎藤なつき、夕暮ぱいろ
- シナリオ - assault
- 音楽 - Sh-9
- 監督 - 反事象桂林
- OP主題歌「〜明るいミライ〜」
  - 作詞 - Levin、作曲・編曲 - sh-9、歌 - 未来羽